# Responsione
La responsione è il meccanismo per cui, nella metrica corale greca, lo schema metrico della strofe è uguale a quello dell'antistrofe (considerando lecita l'equivalenza tra una sillaba lunga e due brevi).